# Anna Howard Shaw
Pour les articles homonymes, voir Shaw.
Anna Howard Shaw (14 février 1847 - 2 juillet 1919) est suffragette américaine. C'est l'une des premières femmes ordonnées prêtre méthodiste aux États-Unis. Elle est élue présidente de la National American Woman Suffrage Association en 1904.

## Biographie

### Jeunesse et formation

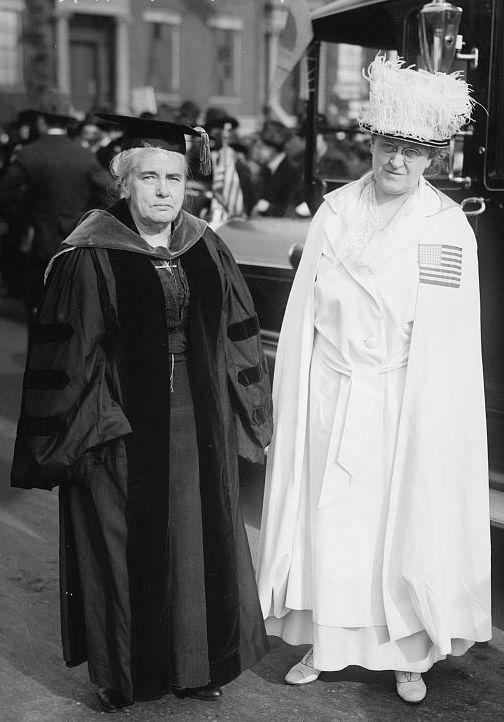
Carrie Chapman Catt et Anna Howard Shaw en 1917.

Anna Shaw naît à Newcastle-upon-Tyne, Royaume-Uni en 1847. C'est l'une des quatre enfants de Nicolas Stott Shaw et Thomas Shaw. Quand elle a quatre ans, sa famille émigre vers les États-Unis et s'installe à Lawrence, dans le Massachusetts. Lorsqu'Anna a douze ans, son père fait une demande de trois cent soixante acres de terre dans le désert du nord du Michigan et y emmène sa femme et ses cinq jeunes enfants.
Sa mère imagine leur maison du Michigan comme une ferme anglaise avec « de grasses prairies couvertes de marguerites et un ciel ensoleillé ». Mais elle est complètement bouleversée lors de leur arrivée en découvrant que c'est en réalité une cabane abandonnée et désolée, dans une nature sauvage à 40 miles du plus proche bureau de poste et 100 miles de la gare. La famille est confrontée aux dangers de la vie frontalière.
Anna, très active durant cette période, aide ses frères à remettre en état la maison et soutient sa mère dans ses moments de désespoir. Elle prend en charge plusieurs tâches physiques telles que creuser un puits, couper du bois pour la grande cheminée, abattre les arbres.
Voyant la souffrance émotionnelle de leur mère, Anna condamne l'irresponsabilité de leur père qui ne se rend pas compte de la situation dans laquelle ils se débattent pour survivre, ni de toutes leurs difficultés. Alors que sa mère invalide est surchargée par le travail de la maison et les corvées, son père Lawrence consacre beaucoup de son temps au mouvement « Abolition cause and big public mouvements of his Day ».
L'infortune de la famille empire lors de la guerre de Sécession, sa sœur Eleanor meurt en couches, et son frère Tom est blessé. À quinze ans, Anna Shaw devient enseignante. Ses frères aînés et son père se joignent à l'effort de guerre.
Elle utilise son salaire pour soutenir sa famille. Malgré tous ses efforts, chaque mois, le gouffre entre l'argent qui entre et leurs dépenses s'élargit. Sa résolution d'aller au collège s’affirme.
Après la guerre de Sécession, elle abandonne son métier d'enseignante et part à Big Rapids dans le Michigan avec sa sœur Mary qui s'est mariée. Alors qu'elle aurait préféré un travail plus lucratif comme creuser des fossés, elle est forcée de prendre un métier d'aiguille et devient couturière.

### La prédicatrice méthodiste
Sa carrière de prédication commence, inspirée par le Révérend Marianna Thompson, qui est la première personne l'ayant soutenue dans son objectif d'éducation. Grâce à Thompson, Anna entre à l'École secondaire de Big Rapids  où la préceptrice, Lucy Pied, reconnaît ses talents et sa valeur. À l'âge de vingt-quatre ans, elle est invitée par le Dr Peck, un homme qui cherche à ordonner une femme dans le ministère Méthodiste. Elle hésite car sa seule expérience jusqu'alors a été « petite fille, de prêcher seule dans la forêt...à une congrégation d'arbres à l'écoute. ». Avec les encouragements de Lucy Pied, du Dr Peck, et de son amie Clara Osborn, Anna Shaw donne son premier sermon dans le village d'Ashton situé dans le Civil township de Lincoln Township, Osceola County, Michigan (en). Malgré le succès de son premier sermon, sa nouvelle passion pour prêcher reçoit la désapprobation de ses camarades de classe, amis et famille, qui acceptent de payer pour ses études au collège à condition qu'elle abandonne la prédication. En dépit de ces continuelles oppositions et de son isolement, Anna choisit de poursuivre dans cette voie. Elle est « profondément touchée » par Marie A. Livermore, éminente professeure venue à Big Rapids. Mme Livermore lui donne le conseil suivant :« si vous voulez prêcher, allez et prêchez...peu importe ce que les gens disent, ne les laissez pas vous arrêter! ».

### Les luttes pendant les années universitaires
En 1873, Anna Shaw est acceptée à l'Albion College. Puis elle est acceptée à la Boston University School of Theology (en) en 1876. Elle est la seule femme dans une classe de quarante-deux hommes, et elle ressent toujours « l'insondable conviction qu'elle n'est pas vraiment acceptée ». Ce ressenti est aggravé par ses difficultés à subvenir financièrement à ses besoins. Déjà vivant d'un maigre revenu, elle trouve qu'il est injuste que la « licence de prédicateurs leur donne droit à l'hébergement dans la résidence des étudiants pour un coût de 1,25 $, alors qu'il lui en coûte à elle 2 $ pour payer le loyer d'une chambre à l'extérieur. ». En outre, elle a du mal à trouver un emploi. Contrairement à Albion, où elle était « pratiquement la seule licenciée en prédication disponible », à l'Université de Boston, il y a beaucoup de prédicateurs en concurrence avec elle. Comme elle investit la plus grosse part de son argent pour payer le loyer, elle doit lutter pour se nourrir et ressent « le froid, la faim, et la solitude ». C'est à cette époque qu'elle commence à se demander si les conférences ministérielle de la profession sont bien conçues pour elle. Malgré ces difficultés, elle persiste. En 1880, après qu'elle et Annie Oliver sont refusées à l'ordination par l'Église Méthodiste Épiscopale, elle s'obstine et est ordonnée dans l’Église méthodiste.

### Rôle dans le mouvement pour le droit de vote des femmes

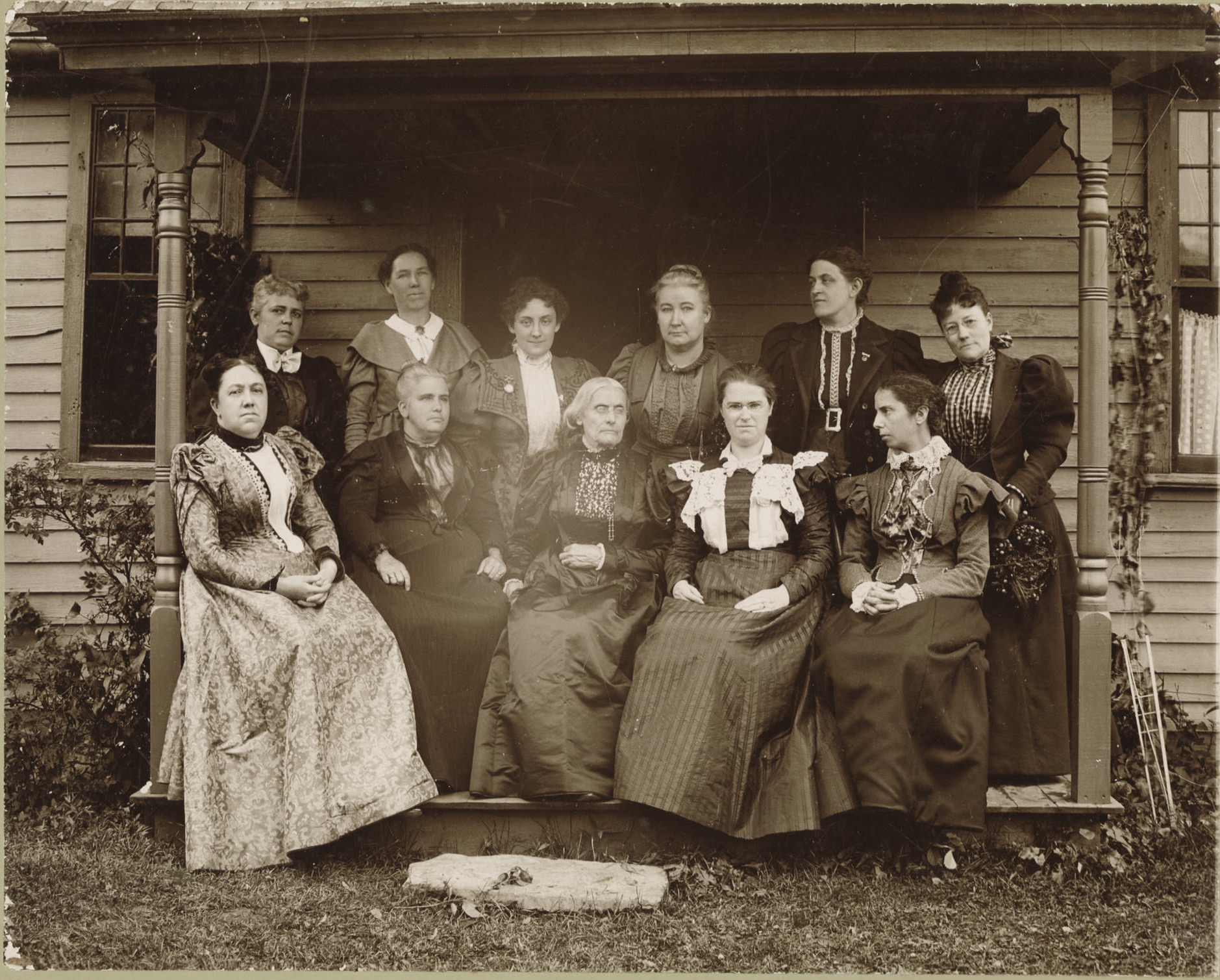
Photographie de 1896 de Susan B. Anthony (au centre) et d'autres dirigeantes du mouvement des droits des femmes. Anna Shaw se trouve à la droite de Susan Anthony.

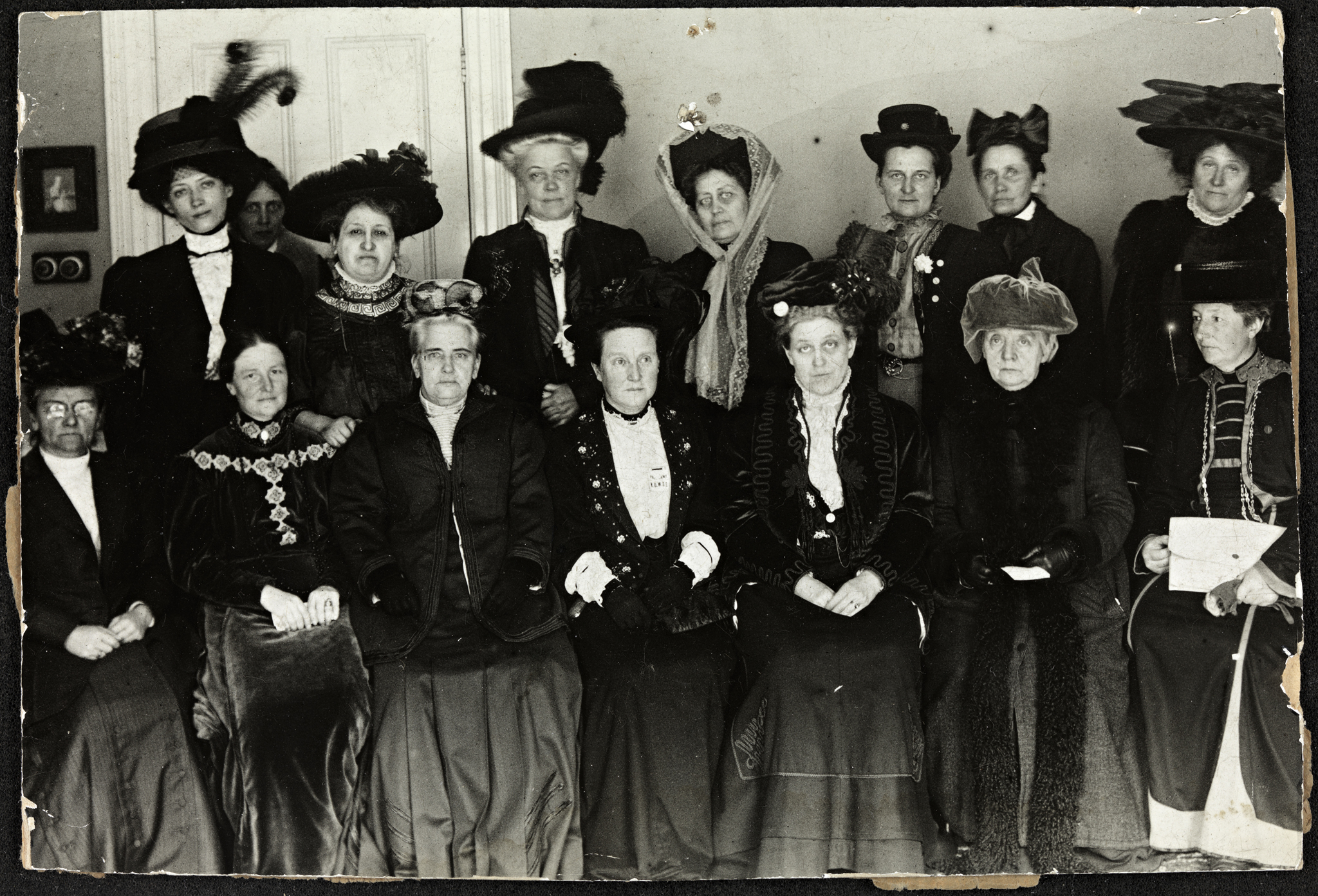
Congrès de l'Alliance pour le suffrage des femmes en 1909 à Londres. En haut, de gauche à droite : Thora Daugaard (Danemark), Louise Qvam (Norvège), Aletta Jacobs (Pays-Bas), Annie Furuhjelm (Finlande), Madame Mirowitch (Russie), Käthe Schirmacher (Allemagne), Madame Honneger et une femme non identifiée. En bas, de gauche à droite : femme non identifiée, Anna Bugge (Suède), Anna Howard Shaw (États-Unis), Millicent Fawcett (présidente, Royaume-Uni), Carrie Chapman Catt (États-Unis), F. M. Qvam (Norvège) et Anita Augspurg (Allemagne).

#### Collaboration avec Susan B. Anthony
En 1886, elle occupe le poste de présidente du service de délivrance des franchises de la Woman's Christian Temperance Union (WCTU). Sa tâche consiste à  « travailler pour le droit de vote des femmes, puis d'utiliser le bulletin de vote pour obtenir une loi sur la protection des femmes et la tempérance. ». Progressivement son combat pour la tempérance diminue car elle s'implique de plus en plus fortement dans le mouvement des suffragettes en donnant de nombreuses conférences pour la Massachusetts Suffrage Association et, plus tard, l'American Woman Suffrage Association (AWSA).
Anna Shaw rencontre Susan B. Anthony en 1887. En 1888, elle assiste à la première réunion du Conseil international des femmes. Susan B. Anthony l'encourage à se joindre à la National Woman Suffrage Association (NWSA). Ayant accepté, Anna Shaw joue un rôle clef lorsque les deux associations de suffragettes fusionnent ; elle persuade l'AWSA de fusionner avec la  NWSA de Susan B. Anthony et d'Elizabeth Cady Stanton, créant pour la première fois en deux décennies un semblant d'unité des organisations au sein du mouvement. En 1904 et pour onze ans, elle est la présidente de la NAWSA. Sous sa direction, la NAWSA constitue le « lobby national pour l'amendement constitutionnel accordant aux femmes le droit de vote ».

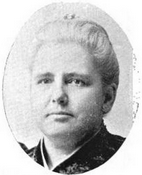
Rév. Anna Shaw en 1894.

#### Démission de la NAWSA

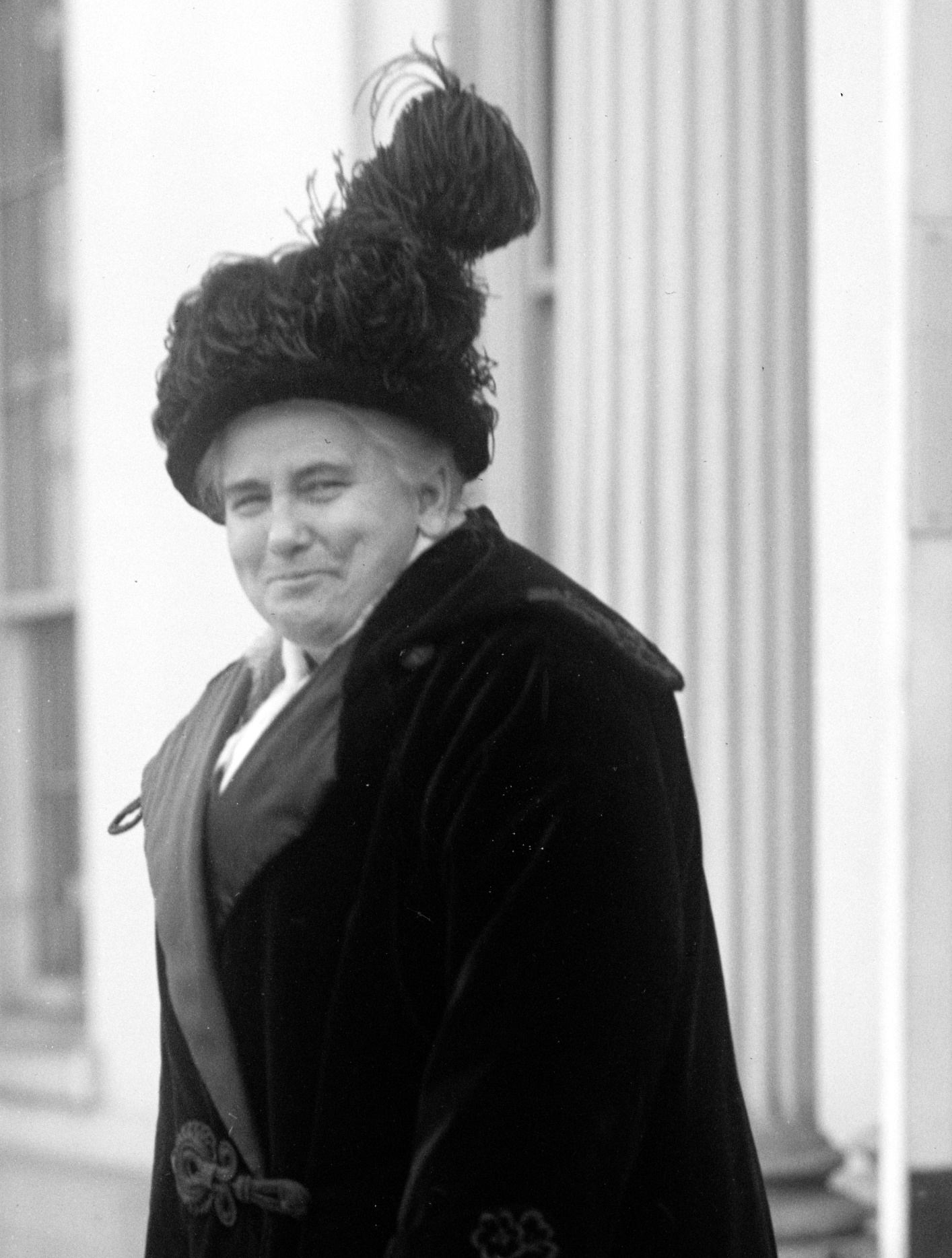
Anna Howard Shaw en 1914.

Au début du XXe siècle, Alice Paul et Lucy Burns, membres de la NAWSA, commencent à mobiliser des militantes techniques (par exemple, pour le piquetage devant la Maison Blanche au cours de la première Guerre Mondiale) pour lutter pour le droit de vote des femmes. Elles se sont inspirées du succès des militantes suffragettes en Angleterre. En tant que présidente de la NAWSA, Anna Shaw subit des pressions pour  appuyer ces tactiques. Néanmoins, elle soutient qu'elle est  « de manière inaltérable opposée à l'activisme, Elle croit que l'on n'obtient rien de manière permanente et qui ne puisse avoir été plus facilement obtenu par des méthodes pacifiques ». Elle reste adepte, avec Susan Anthony, de la lignée philosophique qui va à l'encontre de tout militantisme tactique. En 1915, elle démissionne de son poste de présidente de la NAWSA ; elle est remplacée par son alliée Carrie Chapman Catt.

#### Dernières années
Au cours de la Première Guerre mondiale, elle est présidente du Comité des Femmes du Council of National Defense (en) des États-Unis, où elle devient la première femme à être décorée de l'Army Distinguished Service Medal . Elle continue de donner des cours pour le suffrage, cause qui occupe les dernières années de sa vie.
Lors d'une apparition un mois seulement avant sa mort, à l'Université Baylor à Waco, au Texas, Anna Shaw dit « La seule façon de réfuter » l'argument que l'Amérique est une démocratie et, que par conséquent, les femmes ont le droit de vote est de « prouver que les femmes ne sont pas des personnes ». Elle finit son discours en exhortant les femmes présentes à s'impliquer dans le mouvement pour le droit de vote des femmes.

### Vie personnelle
Anna Howard Shaw fait construire une maison au 240 Ridley Creek Rd., Media, pendant qu'elle est la présidente de la NAWSA (1904–1915) et y vit jusqu'à sa mort avec sa compagne Lucy Elmina Anthony (en), la nièce de  Susan B. Anthony. Lucy et Anna vivent ensemble pendant 30 ans.
Anna Howard Shaw meurt des suites d'une pneumonie chez elle, dans son domicile de Moylan, village dans le Nether Providence Township, situé au centre du comté de Delaware, en Pennsylvanie. Sa mort survient un an avant la ratification du Dix-neuvième amendement de la Constitution des États-Unis qui donne le droit de vote aux femmes dans l’ensemble de l’Union, pour lequel elle a tant milité. Lucy est à ses côtés lors de son agonie.
Après ses funérailles, sa dépouille est incinérée et ses cendres remises à des membres de sa famille et de son cercle d'amis,.

## Prix et distinctions
- 1919 : récipiendaire de l'Army Distinguished Service Medal[12],[13].
- 2000 : cérémonie d'admission au National Women's Hall of Fame[14].

## Autobiographie
- (en-US) The Story of a Pioneer, Harper & Brothers Publishers, 1915, 364 p. (ISBN 9781125266403, lire en ligne),

## Héritage
Son discours de 1915 intitulé The Fundamental Principle of a Republic est classé 27e dans le Top 100 des discours du 20th Century d'American Rhetoric (classé par rang),.
En 2000, elle est intronisée au National Women's Hall of Fame. 20 ans plus tard, en 2020, elle est nommée lauréate de la National Women's History Alliance.
Plusieurs établissements portent son nom : le centre Anna Howard Shaw pour l'égalté de genre à l'Albion College ; le centre Anna Howard Shaw de l'école de théologie de l'université de Boston. Dix ans après sa fondation en 1978, le Shaw Center est désigné comme le centre des femmes de la juridiction du Nord-Est de l'Église méthodiste unie ; le collège Anna Howard Shaw, construit en 1922-1924, à Southwest Schuylkill, à Philadelphie.
Une statue en son honneur est érigée à côté de la bibliothèque communautaire de Big Rapids, dans le Michigan, en 1988.

## Dans la culture populaire
Les 13 épisodes des quatre saisons de la comédie série 30 Rock sur la chaîne NBC, et le 71e épisode de la série Overall, sont nommés Anna Howard Shaw Day. Le nom est basé sur la haine que Liz Lemon porte au jour de la Saint-Valentin, incitant à lui substituer la date d'anniversaire d'une leader des mouvements de suffragette. Anna Howard Shaw est dépeinte dans un film Iron Jawed Angels de Lois Smith en 2004.

## Pour approfondir

### Notices dans des encyclopédies et manuels de références
- (en-US) Mary Rosetta Parkman, Heroines of Service, Century, 1915, rééd. 2015, 352 p. (ISBN 9781296966799, lire en ligne), p. 151-181,
- (en-US) Eve Merriam, Growing Up Female in America: Ten Lives, Beacon Press, 1 janvier 1971, rééd. 31 mars 1987, 332 p. (ISBN 9780807070093, lire en ligne), p. 141-158,
- (en-US) Anne Commire & Deborah Klezmer, Women in World History, Volume 14, Yorkin Publications, 1999, rééd. 2002, 927 p. (ISBN 9780787640736, lire en ligne), p. 209-213,
- (en-US) Sheila Keenan, Scholastic Encyclopedia of Women in the United States, Scholastic, 1er septembre 1996, 206 p. (ISBN 9780590227926, lire en ligne), p. 90,
- (en-US) American National Biography, Volume 19, Oxford University Press, USA, 1er janvier 1999, 959 p. (ISBN 9780195127980, lire en ligne), p. 736-737,
- (en-US) Kristina Dumbeck, Leaders of Women's Suffrage, Lucent Books, 2001, 120 p. (ISBN 9781560063674, lire en ligne), p. 59-70,

### Essais
- (en-US) Wil A. Linkugel & Martha Solomon, Anna Howard Shaw: Suffrage Orator and Social Reformer, Greenwood Press, 1991, 264 p. (ISBN 9780313263453, lire en ligne),
- (en-US) Mary D. Pellauer, Toward A Tradition Of Feminist Theology: The Religious Social Thought Of Elizabeth Cady Stanton, Susan B. Anthony, And Anna Howard Shaw, Carlson Publishing, 1991, 464 p. (ISBN 9780926019515, lire en ligne),
- (en-US) Don Brown, A Voice From the Wilderness: The Story of Anna Howard Shaw, HMH Books for Young Readers, 1er janvier 2001, 40 p. (ISBN 9780618083626, lire en ligne),
- (en-US) Trisha Franzen, Anna Howard Shaw: The Work of Woman Suffrage, University of Illinois Press, 1er janvier 2014, 296 p. (ISBN 9780252079627),

### Articles
- (en-US) Barbara R. Finn, « Anna Howard Shaw and Women's Work », Frontiers: A Journal of Women Studies, Vol. 4, No. 3,‎ automne 1979, p. 21-25 (5 pages) (lire en ligne)